# نینا سیاهکالی مرادی
نینا سیاهکالی مرادی منتخب چهارمین دوره شورای شهر قزوین است، که پس از اعلام نتایج و برگزیده شدن، به خاطر عدم رعایت شئونات اسلامی رد صلاحیت شد.
سرانجام پس از ۵۰ روز، انتخابات شورای شهر قزوین در حالی ازسوی هیئت نظارت بر انتخابات استان قزوین تأیید شد که نینا سیاهکالی مرادی برای نخستین بار، پس از برگزاری انتخابات رد صلاحیت شد.
ادعای خلاف شئون و ضد دین بودن برخی پوسترهای تبلیغاتی این زن جوان قزوینی در حالی است که در تمامی پوسترهای منتشره از سوی این نامزد انتخاباتی، وی با حجاب کامل بوده و تنها از پوشش چادر در پوسترها استفاده نکرده و با مانتو و مقنعه ظاهر شده‌است.
حجت‌الاسلام حسینی، عضو هیئت نظارت بر انتخابات استان قزوین، در این باره گفت: انتخابات شورای شهر قزوین تأیید شد و فقط خانم نینا سیاهکالی مرادی به‌دلیل برخی موارد رد صلاحیت شد و به‌جای ایشان آقای خورشیدی به‌عنوان عضو علی‌البدل اول به شورای شهر راه یافت. در انتخابات ۲۴ خرداد ماه چهارمین دوره شورای شهر قزوین نینا سیاهکلی مرادی با کسب ۹ هزار و ۴۱۶ رای به‌عنوان عضو علی‌البدل اول شهر قزوین به شورای شهر راه یافته بود. پس از او محمد خورشیدی با هشت هزار ۴۰۴ رای عنوان علی‌البدل دوم را به‌دست آورده بود که با رد صلاحیت خانم مرادی، محمد خورشیدی جایگزین او می‌شود. حجت‌الاسلام حسینی در مورد رد صلاحیت نینا مرادی به این نکته بسنده کرد که «از بیان علت رد صلاحیت معذورم و پرونده مربوط به زمان تبلیغات انتخابات نمی‌شود. نینا سیاهکالی‌مرادی ۲۷ ساله کارشناسی ارشد معماری سیستم‌های کامپیوتری بود که با تبلیغات کم توانست به‌عنوان عضو اول علی‌البدل شورای شهر قزوین انتخاب شود.
میربها فرماندار قزوین در رابطه با رد صلاحیت خانم مرادی گفت: ایشان در هیئت اجرائی رد شده بودند ولی هیئت نظارت استان خواستار مستندات بیشتر بود و در ادامه وی را تأیید کرد که بعد از برگزاری انتخابات این مستندات ارائه شد و هیئت نظارت استان ایشان را رد کرد که دلائل آن به خانم مرادی اعلام شد.

## بازتاب خارجی
- Huff post women این‌طور تیتر زد:

Nina Siahkali Moradi, Female Iranian Councillor 'Disqualified For Being Too Attractive'
- یاهو نیز در صفحهٔ اول خود چنین نوشت:

Meet the Iranian graduate student who is obviously too sexy to serve on any city council
- APA نوشت:

Iranian candidate Nina Siahkali Moradi 'too attractive for politics'